# Svenska mästerskapet i handboll för herrar 1931/1932
Svenska mästerskapet i handboll 1931/1932 vanns av Flottans IF Karlskrona.

## Deltagande lag
- A2 IF
- Flottans IF Karlskrona
- Flottans IF Stockholm
- Skövde IF
- Sollefteå GIF
- Ystads GK

## Matcher

### Spelträd
| Omgång 1               | Omgång 1 |  |  | Omgång 2               | Omgång 2 |  |                        | Final | Final |
|                        |          |  |  |                        |          |  |                        |       |       |
|                        |          |  |  | Flottans IF Stockholm  | 23       |  |                        |       |       |
| Flottans IF Stockholm  | 21       |  |  | Sollefteå GIF          | 7        |  |                        |       |       |
| Skövde IF              | 9        |  |  |                        |          |  | Flottans IF Stockholm  | 9     |       |
|                        |          |  |  |                        |          |  | Flottans IF Karlskrona | 15    |       |
|                        |          |  |  | A2                     | 7        |  |                        |       |       |
| Flottans IF Karlskrona | 12       |  |  | Flottans IF Karlskrona | 9        |  |                        |       |       |
| Ystads Gymnastikkrets  | 7        |  |  |                        |          |  |                        |       |       |

### Omgång 1
| Lag 1                  | Resultat | Lag 2     |
| Flottans IF Karlskrona | 12–7     | Ystads GK |
| Flottans IF Stockholm  | 21–9     | Skövde IF |

### Omgång 2
| Lag 1                 | Resultat | Lag 2                  |
| A2                    | 7–9      | Flottans IF Karlskrona |
| Flottans IF Stockholm | 23–7     | Sollefteå GIF          |

### Final
| Lag 1                 | Resultat | Lag 2                  |
| Flottans IF Stockholm | 9–15     | Flottans IF Karlskrona |

Första finalen spelades i Skeppsholmshallen, flottans exercishall på Skeppsholmen, den 29 mars. Hallen var proppad med ca 1 000 åskådare.
Svenska mästare i Karlskrona : Chronzell, Beckman, Fredriksson, Albin Persson (6 mål), Holger Larsson (4 mål), Eve Linder, Malte Hagberg (3 mål), Hasselberg (1 mål) och Waerme (1 mål)
Av data framgår handbollens militära förankring, tre rent militära lag och det är inte otroligt att Skövde och Ystad också hade militära rötter trots att det var civila klubbar.